# Ginnastica ai Giochi della XXI Olimpiade
Le gare di ginnastica artistica ai Giochi della XXI Olimpiade si svolsero al Forum de Montréal dal 18 al 23 luglio 1976.

## Podi

### Gare maschili
| Evento                           | Oro                                                                                               | Perform. | Argento | Perform. | Bronzo                                                                                            | Perform. |
| Concorso a squadre (dettagli)    | Giappone Shun Fujimoto Hisato Igarashi Hiroshi Kajiyama Sawao Kato Eizo Kenmotsu Mitsuo Tsukahara | 576,850  | Unione Sovietica Nikolai Andrianov Alexander Dityatin Gennady Krysin Vladimir Marchenko Vladimir Markelov Vladimir Tikhonov | 576,450  | Germania Est Roland Brückner Rainer Hanschke Bernd Jäger Wolfgang Klotz Lutz Mack Michael Nikolay | 564,650  |
| Concorso individuale (dettagli)  | Nikolai Andrianov                                                                                 | 116,650  | Sawao Kato | 115,650  | Mitsuo Tsukahara                                                                                  | 115,575  |
| Corpo libero (dettagli)          | Nikolaj Andrianov                                                                                 | 19.450   | Vladimir Marchenko | 19.425   | Peter Kormann                                                                                     | 19.300   |
| Volteggio (dettagli)             | Nikolai Andrianov                                                                                 | 19,450   | Mitsuo Tsukahara | 19,375   | Hiroshi Kajiyama                                                                                  | 19,275   |
| Cavallo con maniglie (dettagli)  | Zoltán Magyar                                                                                     | 19,700   | Eizo Kenmotsu | 19,575   | Nikolai Andrianov Michael Nikolay                                                                 | 19,525   |
| Anelli (dettagli)                | Nikolai Andrianov                                                                                 | 19,650   | Alexander Dityatin | 19,550   | Danuţ Grecu                                                                                       | 19,550   |
| Parallele simmetriche (dettagli) | Sawao Katō                                                                                        | 19,675   | Nikolai Andrianov | 19,500   | Mitsuo Tsukahara                                                                                  | 19,475   |
| Sbarra (dettagli)                | Mitsuo Tsukahara                                                                                  | 19,675   | Eizo Kenmotsu | 19,500   | Eberhard Gienger Henri Boerio                                                                     | 19,475   |

### Gare femminili
| Evento                            | Oro | Perform. | Argento | Perform. | Bronzo                                                                                              | Perform.      |
| Concorso a squadre (dettagli)     | Unione Sovietica Maria Filatova Svetlana Grozdova Nellie Kim Olga Korbut Elvira Saadi Ludmila Tourischeva | 390,50   | Germania Est Nadia Comăneci Mariana Constantin Georgeta Gabor Anca Grigoraș Gabriela Trușcă Teodora Ungureanu | 387,50   | Ungheria Carola Dombeck Gitta Escher Kerstin Gerschau Angelika Hellmann Marion Kische Steffi Kräker | 385,10        |
| Concorso individuale (dettagli)   | Nadia Comăneci                                                                                            | 79,275   | Nellie Kim | 78,675   | Ludmila Tourischeva                                                                                 | 78,625        |
| Corpo libero (dettagli)           | Nellie Kim                                                                                                | 19,850   | Ludmila Tourischeva                                                                                           | 19,825   | Nadia Comăneci                                                                                      | 19,750        |
| Volteggio (dettagli)              | Nellie Kim                                                                                                | 19,800   | Ludmila Tourischeva Carola Dombeck                                                                            | 19,650   | Non assegnato                                                                                       | Non assegnato |
| Parallele asimmetriche (dettagli) | Nadia Comăneci                                                                                            | 20,000   | Teodora Ungureanu                                                                                             | 19,800   | Márta Egervári                                                                                      | 19,775        |
| Trave (dettagli)                  | Nadia Comăneci                                                                                            | 19,950   | Olga Korbut                                                                                                   | 19,725   | Teodora Ungureanu                                                                                   | 19,700        |

## Medagliere
| Posizione | Paese            | Oro | Argento | Bronzo | Totale |
| --------- | ---------------- | --- | ------- | ------ | ------ |
| 1         | Unione Sovietica | 7   | 8       | 2      | 17     |
| 2         | Giappone         | 3   | 4       | 3      | 10     |
| 3         | Romania          | 3   | 2       | 3      | 8      |
| 4         | Ungheria         | 1   | 0       | 1      | 2      |
| 5         | Germania Est     | 0   | 1       | 3      | 4      |
| 6         | Francia          | 0   | 0       | 1      | 1      |
| 6         | Stati Uniti      | 0   | 0       | 1      | 1      |
| 6         | Germania Ovest   | 0   | 0       | 1      | 1      |
| Totale    | Totale           | 14  | 15      | 15     | 44     |